# Katia Bellillo
Katia Bellillo (née le 17 février 1951 à Foligno) est une femme politique italienne. Successivement membre du Parti communiste italien, du Parti de la refondation communiste et du Parti des communistes italiens, elle est aujourd'hui membre de Gauche, écologie et liberté.

## Biographie
Ancienne ministre des Affaires régionales, dans deux gouvernements successifs, puis chargée de la Parité dans le gouvernement Amato II, Katia Bellillo a été députée à la Camera dei deputati pendant les XIVe et XVe législatures. 
En 2009, elle suscite une scission du Parti des communistes italiens en lançant un nouveau parti, Unir la gauche, qui rejoint ensuite la coalition Gauche, écologie et liberté (SEL). En 2010, Unir la gauche fusionne avec SEL lors de la transformation de la coalition en parti politique.